# Anolis ocelloscapularis
Espèce
Synonymes
- Norops ocelloscapularis Köhler, McCranie & Wilson, 2001

Anolis ocelloscapularis est une espèce de sauriens de la famille des Dactyloidae. 

## Répartition
Cette espèce est endémique du département de Copán au Honduras.

## Publication originale
- Köhler, McCranie & Wilson, 2001 : A new species of anole from western Honduras (Squamata: Polychrotidae). Herpetologica, vol. 57, no 3, p. 247-255.